# 葵興政府合署

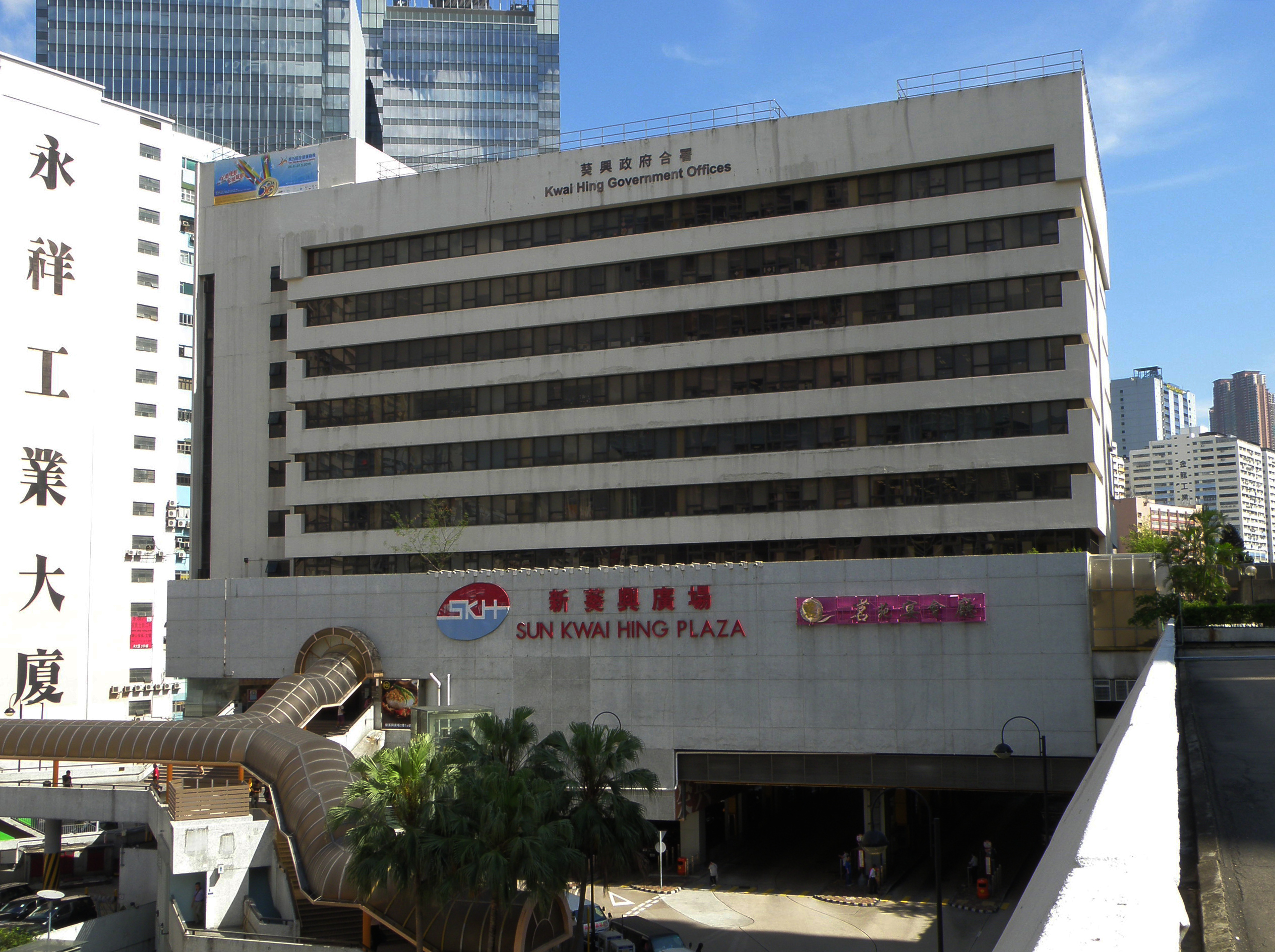
葵興政府合署

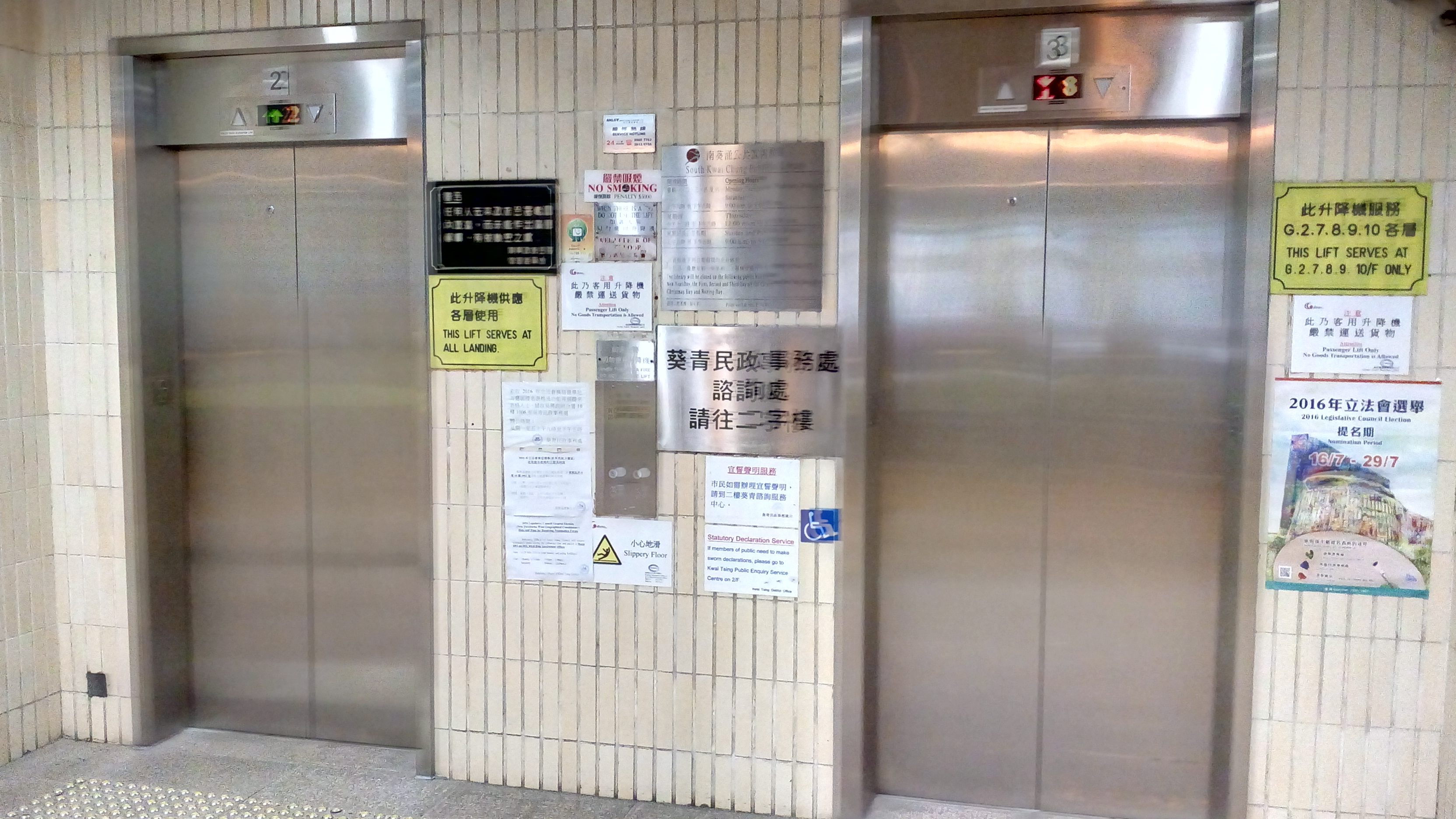
葵興政府合署地下升降機大堂

葵興政府合署（英語：Kwai Hing Government Offices）是香港其中一座政府合署，於1980年落成，並於2019年完成翻新，位處於香港新界葵興興芳路166-174號，鄰近葵興港鐵站，是葵青區的政府大樓，樓高10層。合署下為購物商場新葵興廣場及葵興站公共運輸交匯處。

## 歷史
1984年1月9日，位於葵興政府合署內的南葵涌公共圖書館啟用，取代前身葵涌公共圖書館。同日舉辦開幕儀式，市政總署署長班禮士、荃灣區區議員林友光、鄭永律、李乃元到場出席。文化署在次天於該圖書館舉辦活動，展出它收藏的珍本。2005年9月6日，康樂及文化事務署對外公佈該圖書館的兒童圖書館部分將會翻新。

## 部門及機構
大樓內設有以下政府部門的辦事處：
- 民政事務總署－葵青民政諮詢中心（2樓）、葵青民政事務處聯絡常務組（5樓）、葵青民政事務處、葵青區議會秘書處（10樓）
- 康樂及文化事務署－南葵涌公共圖書館（4樓）
- 社會福利署－東葵涌社會保障辦事處（5樓）、西葵涌綜合家庭服務中心（7樓）、西葵涌/中葵涌社會保障辦事處（8樓）
- 勞工處－勞資關係科（葵涌）、勞工視察科、職業安全-行動科（6樓）
- 在職家庭及學生資助事務處 - 學生資助處 －幼稚園及幼兒中心學費減免組（7樓713-714室）、家訪調查組（7樓704室）、持續進修基金辦事處（9樓916室）
- 香港海關－稅務監察及審計組（8-9樓）
- 康樂及文化事務署－葵青區康樂事務辦事處（8樓805室）
- 食物環境衞生署－葵青區環境衞生辦事處（9樓）

基督教香港信義會的新來港人士樂聚軒也在此大樓5樓。大樓跟新葵興花園皆屬於葵興港鐵站上蓋建築群之一，基座地下是葵興港鐵站巴士總站及公廁，上層為新葵興廣場商場。

## 外部連結
- 葵興政府合署

22°21′47″N 114°07′54″E / 22.363049°N 114.131744°E